# Memoriał Bronisława Idzikowskiego i Marka Czernego 1976
Memoriał im. Bronisława Idzikowskiego i Marka Czernego 1976 – 9. edycja turnieju w celu uczczenia pamięci polskiego żużlowca Bronisława Idzikowskiego i Marka Czernego, który odbył się 24 października 1976 roku w Częstochowie. Turniej wygrał Marek Cieślak.

## Wyniki
- Częstochowa, 24 października 1976

| Msc. | Zawodnik                | Klub        | Pkt  |             |  |
| ---- | ----------------------- | ----------- | ---- | ----------- |  |
| 1    | Marek Cieślak           | Częstochowa | 13+3 | (1,3,3,3,3) |  |
| 2    | Zenon Urbaniec          | Częstochowa | 13+2 | (3,3,2,3,2) |  |
| 3    | Andrzej Jurczyński      | Częstochowa | 11   | (2,2,2,2,3) |  |
| 4    | Piotr Pyszny            | Rybnik      | 10   | (2,3,1,3,1) |  |
| 5    | Daniel Chmielewski      | Częstochowa | 10   | (2,1,3,1,3) |  |
| 6    | Zygmunt Słowiński       | Wrocław     | 10   | (3,1,3,1,2) |  |
| 7    | Antoni Fojcik           | Rybnik      | 10   | (2,2,3,2,1) |  |
| 8    | Włodzimierz Tomaszewski | Częstochowa | 8    | (3,3,d,d,2) |  |
| 9    | Ryszard Jany            | Wrocław     | 8    | (d,2,1,2,3) |  |
| 10   | Czesław Goszczyński     | Częstochowa | 7    | (3,2,d,2,d) |  |
| 11   | Robert Słaboń           | Wrocław     | 5    | (u,d,2,1,2) |  |
| 12   | Andrzej Koselski        | Bydgoszcz   | 4    | (1,0,0,3,0) |  |
| 13   | Andrzej Maroszek        | Bydgoszcz   | 4    | (1,1,0,1,1) |  |
| 14   | Marian Bembnista        | Bydgoszcz   | 2    | (0,1,1,0,u) |  |
| 15   | Marek Nabiałek          | Częstochowa | 2    | (1,0,1,0)   |  |
| 16   | Jerzy Kowalczyk         | Częstochowa | 0    | (u)         |  |
| 17   | Józef Kafel             | Częstochowa |      | (d,u,1)     |  |
| 18   | Zygmunt Nocuń           | Częstochowa |      | (2,0)       |  |

Bieg po biegu
1. Goszczyński, Jurczyński, Maroszek, Bembnista
2. Słowiński, Fojcik, Cieślak, Jany
3. Urbaniec, Chmielewski, Nabiałek, Słaboń
4. Tomaszewski, Pyszny, Koselski, Kowalczyk
5. Cieślak, Goszczyński, Chmielewski, Koselski
6. Tomaszewski, Fojcik, Maroszek, Słaboń
7. Pyszny, Jurczyński, Słowiński, Nabiałek
8. Urbaniec, Jany, Bembnista, Kafel
9. Fojcik, Słaboń, Nabiałek, Goszczyński
10. Cieślak, Urbaniec, Pyszny, Maroszek
11. Chmielewski, Jurczyński, Jany, Tomaszewski
12. Słowiński, Słaboń, Bembnista, Koselski
13. Urbaniec, Goszczyński, Słowiński, Tomaszewski
14. Koselski, Jany, Maroszek, Nabiałek
15. Cieślak, Jurczyński, Słaboń, Kafel
16. Pyszny, Fojcik, Chmielewski, Bembnista
17. Jany, Słaboń, Pyszny, Goszczyński
18. Chmielewski, Słowiński, Maroszek, Nocuń
19. Jurczyński, Urbaniec, Fojcik, Koselski
20. Cieślak, Tomaszewski, Kafel, Bembnista

### Bieg dodatkowy o 1. miejsce
1. Cieślak, Urbaniec